# Héctor Ángel Benedetti
Héctor Ángel Benedetti (n. General San Martín, provincia de Buenos Aires, el 10 de noviembre de 1969) es un escritor argentino. Su obra comprende diferentes temas, siendo los más frecuentes historia y análisis del tango, ensayos de crítica literaria, relatos de viaje y narrativa de ficción.

## Libros publicados
- Las mejores letras de tango: Antología de 250 letras, cada una con su historia (Seix Barral, 1998)[1]
- La tierra de los caciques: Descripción de Loncopué y algunas páginas sobre la cultura mapuche (C.S. Ediciones, 1999)
- Las mejores anécdotas del tango (Planeta, 2000)[2]
- Doce ventanas al tango (ensayo "Sobre la etimología de la palabra tango", Fundación El Libro, 2001)
- Gardel en 1912: Historia de sus primeras grabaciones (Éditions de la Rue du Canon d’Arcole, 2005)[3]
- Seis volúmenes de la serie Tango de Colección (Clarín, 2005 y 2006)
- El Gaucho Cantor: Remembranza de vida y obra de Néstor Feria (Corregidor, 2007)[4]
- Tango 101 Discos: Títulos, autores e intérpretes para armar una discoteca ideal (Sudamericana, 2009)[5]
- Rincones de una biblioteca (Siste Viator Editor, 2009)
- Las musas extravagantes: biografías que casi nunca pasan a la historia del tango (Proa Editores, 2010)
- El pueblo de metal, y otras narraciones de invención (Proa Editores, 2011)
- Un astrolabio árabe (Prosa y Poesía Amerian Editores, 2013)
- Nueva historia del tango: De los orígenes al siglo XXI (Siglo Veintiuno Editores, 2015)[6]